# هارولد إيفانز (محامي)
هارولد إيفانز (بالإنجليزية: Harold Evans)‏ هو محامي أمريكي، ولد في 26 أكتوبر 1886 في Germantown, Philadelphia ‏ في الولايات المتحدة، وتوفي بنفس المكان في 27 أبريل 1977.